# سیارک ۲۶۲۷۳
سیارک ۲۶۲۷۳ (به انگلیسی: 26273 Kateschafer، نامگذاری:1998RD71)۲۶۲۷۳مین سیارک کشف شده‌است که در ۱۴ سپتامبر ۱۹۹۸ کشف شد.